# Île Ar-Morbic
Île Ar-Morbic ist eine französische Insel in der Bretagne. Sie gehört zu den Bréhat-Inseln und liegt östlich der Hauptinsel Île de Bréhat. Die Insel ist unbewohnt, wird aber oft als Rastplatz von Kajakfahrern und Seglern benutzt.

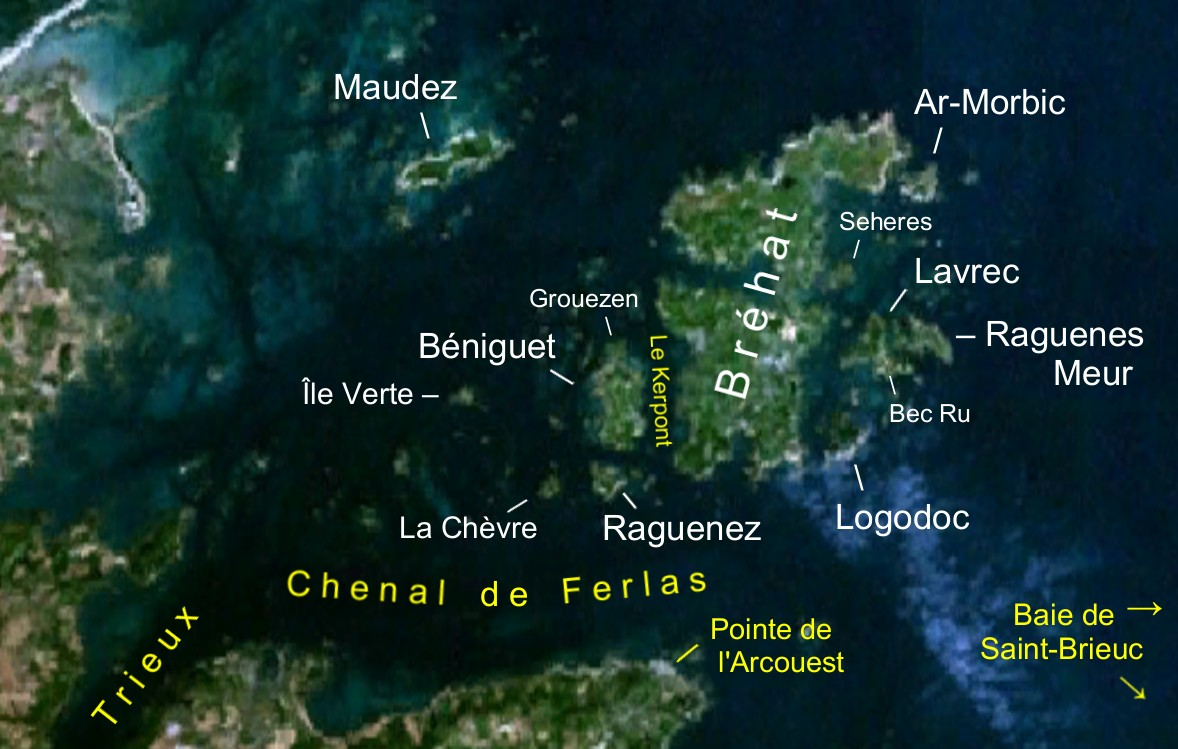
Satellitenbild mit Île Ar-Morbic - oben